# Lenguas chukoto-kamchatka

Distribución antigua de las lenguas chukotko-Kamchatka, las lenguas marcadas con daga (†) son lenguas extintas.

Las lenguas chukotko-kamchatka o luorawetlanas son una familia de lenguas hablada en Siberia. A veces estas lenguas son agrupadas junto a otras lenguas no relacionadas en el grupo de lenguas paleosiberianas.

## Clasificación
La familia consiste en 5 lenguas:
- Chukoto, también conocida como chukchi o chukot
- Coriaco o koryak
- Alutor que hasta hace poco fue considerado como un dialecto del coriaco, pero que hoy en día se reconoce como una lengua independiente.
- Kerek que hasta hace poco fue considerado como un dialecto del chucoto, pero que hoy en día se reconoce como una lengua independiente. En 1997 solo quedaban dos hablantes de avanzada edad, por lo que es posible que le lengua esté extinta, con el grupo étnico asimilado por los chucoto.
- Itelmeno, también llamado kamchadal, que tenía en 1991 unos 100 hablantes, casi todos ellos de edad avanzada.

Sobre la base de la comparación léxica el proyecto ASJP proporciona tentativamente el siguiente árbol clasdístico:
|  | Itelmeno meridional    |
|  |                        |
|  | Itelmeno septentrional |
|  |                        |

|  | Kerek   |
|  |         |
|  | Chukoto |
|  |         |

|  | Alutor |
|  |        |
|  | Koriak |
|  |        |

|  | Kerek   |
|  |         |
|  | Chukoto |
|  |         |

|  | Alutor |
|  |        |
|  | Koriak |
|  |        |

|  | Itelmeno meridional    |
|  |                        |
|  | Itelmeno septentrional |
|  |                        |

|  | Kerek   |
|  |         |
|  | Chukoto |
|  |         |

|  | Alutor |
|  |        |
|  | Koriak |
|  |        |

|  | Kerek   |
|  |         |
|  | Chukoto |
|  |         |

|  | Alutor |
|  |        |
|  | Koriak |
|  |        |

## Descripción lingüística

### Fonología
De acuerdo con Fortescue, el proto-chukotko-kamchatka tiene el siguiente inventario consonántico (todos los signos usados proceden del AFI):
|             | Labial | Alveolar | Palatal | Velar | Uvular |
| ----------- | ------ | -------- | ------- | ----- | ------ |
| Oclusiva    | *p     | *t       | *c      | *k    | *q     |
| Fricativa   | *v     | *ð       |         | *ɣ    | *ʁ     |
| Nasal       | *m     | *n       |         | *ŋ    |        |
| Aproximante | *w     | *l       | *j      |       |        |
| Vibrante    |        | *r       |         |       |        |

/*c/ es propiamente oclusiva palatal sorda (no la africada č). Nótese que el proto–chukotko-kamchatka tiene solo oclusivas sordas. Aunque sí tiene fricativas sonoras /*v, *ð, *ɣ, *ʁ/, que no tienenn contrapartida sorda (como serían /f, θ, x/).
/*v/ es una fricativa labiodental (como la v del inglés o el francés). /*ɣ/ es una fricativa velar sonora (similar a la g del alemán en sagen en algunos dialectos, la gamma del griego moderno, la qāf del persa, etc.). */ʁ/ es una fricativa uvular, como la r del francés (ver R gutural).
Toda la serie /*t, *ð, *n, *l, *r/ es alveolar, no dental.
El inventario vocálico viene dado por:
|         | Anterior | Central | Posterior |
| ------- | -------- | ------- | --------- |
| Cerrada | *i       |         | *u        |
| Media   | *e       | *ə      | *o        |
| Abierta | *æ       | *a      | *a        |

### Comparación léxica
Los numerales en diferentes lenguas chukotko-kamchatkas son:
| GLOSA | Chukchi                 | Koryak-Alyutor          | Koryak-Alyutor            | Koryak-Alyutor                 | Itelmen   | PROTO- CHUKOTKO- KAMCHATKA      |
| GLOSA | Chukchi                 | Altutor                 | Kerek                     | Koryak                         | Itelmen   | PROTO- CHUKOTKO- KAMCHATKA      |
| ----- | ----------------------- | ----------------------- | ------------------------- | ------------------------------ | --------- | ------------------------------- |
| '1'   | ənːên                   | ənːan                   | ənːan                     | ənːên                          | qniŋ      | *ən-næn                         |
| '2'   | ŋirêq/ ŋicêq            | ŋitaq                   | ŋitɕːaq                   | ŋətɕːeq                        | kasχ      | *ŋi-ðæq                         |
| '3'   | ŋəroq                   | ŋəruqːə                 | ŋijuq                     | ŋəjoq                          | tʃʼoq     | *ŋə-roq                         |
| '4'   | ŋəraq                   | ŋəraqːə                 | ŋijaq                     | ŋəjaq                          | tʃʼaq     | *ŋə-raq                         |
| '5'   | mətləŋên                | məlːəŋən                | məlːəŋi                   | məlːəŋên                       | (pjat)    | *mətləŋen(a)                    |
| '6'   | ənːanmətləŋên ( 1 + 5 ) | ənːanməlːəŋən ( 1 + 5 ) | ənːanməlːəŋi ( 1 + 5 )    | ənːanməlːəŋên ( 1 + 5 )        | (shestˈ)  | *1+5                            |
| '7'   | ŋêrʔamətləŋên ( 2 + 5 ) | ŋitaqməlːəŋən ( 2 + 5 ) | ŋitɕːaqməlːəŋi ( 2 + 5 )  | ŋəjaqməlːəŋên ( 2 + 5 )        | (semˈ)    | *2+5                            |
| '8'   | ŋəʔomətləŋên ( 3 + 5 )  | ŋəruqməlːəŋən ( 3 + 5 ) | ŋijuqməlːəŋi/ amŋjujutɕi  | ŋəjoqməlːəŋên ( 3 + 5 )        | (vosemˈ)  | *3+5                            |
| '9'   | ŋərʔamətləŋên ( 4 + 5 ) | ŋəraqməlːəŋən ( 4 + 5 ) | ŋijaqməlːəŋi/ qunħajtɕiŋi | ŋəjaqməlːəŋên / qonʲɣajtɕəŋkên | (devyat)  | *ŋə-raq- mətləŋen/ qonɣajcəŋkin |
| '10'  | mənɣəkên                | mənɣəkin                | mnətɕitɕi                 | mənɣəkên                       | (desyatˈ) | *mənɣətken(a)                   |
Los numerales entre paréntesis del itelmen son simplemente préstamos léxicos tomados del ruso.